# 戴爾·克蘭道爾
戴爾馬·威斯利·克蘭道爾（英語：Delmar Wesley Crandall，1930年3月5日—2021年5月5日），為美國職棒大聯盟的捕手與總教練。生涯曾效力過勇士、巨人、海盜與印地安人等隊。克蘭道爾生涯6度拿下聯盟助殺王，4度拿下聯盟守備率王，以及3次聯盟刺殺王。2021年5月5日，高齡91歲的克蘭道爾去世，這也代表所有曾以波士頓勇士球員身分出賽的選手已悉數離世。

## 職業生涯
1948年，克蘭道爾加入勇士隊。之後他在小聯盟打拚快兩年，於1949年6月17日登上大聯盟。在大聯盟出賽146場比賽後，克蘭道爾加入美軍服役參與韓戰。退伍後，勇士隊已從波士頓搬到密爾瓦基。克蘭道爾也慢慢接替Walker Cooper成為球隊的主力捕手。1953年至1959年間，勇士投手的團隊防禦率幾乎都在國聯前兩名。.1955年9月11日，勇士在9局下兩出局滿壘落後3分，克蘭道爾在滿球數後敲出再見滿貫砲，讓勇士以5比4逆轉勝。1953年至1960年間，勇士拿下五次國聯亞軍，並在1957年和1958年闖進世界大賽。雖然克蘭道爾在1957年世界大賽的打擊率只有2成11，但他在第七場敲出陽春砲，幫助勇士打敗洋基，拿下隊史睽違43年的世界大賽冠軍。
1958年，克蘭道爾寫下生涯最佳的2成72打擊率，並在MVP票選拿下第10名。他在這年拿下生涯首座金手套獎，並在世界大賽第七場開轟，不過洋基最後在8局上攻下4分大局，粉碎勇士衛冕的夢想。
克蘭道爾在巔峰時期平均一年可出賽125場比賽，不過1961年他因為肩傷導致出賽數銳減，這也讓新人喬·托瑞逐漸接替他的先發位置。1962年，克蘭道爾寫下個人生涯最佳2成72的打擊率，不僅入選明星賽，也拿下他生涯最後一座金手套獎。之後托瑞正式成為球隊的先發捕手，勇士也在1963年球季結束後將克蘭道爾交易到巨人。接下來他分別在巨人、海盜和印地安人各打一年，但幾乎都以替補身分出賽。1966年球季結束後，克蘭道爾宣布退休。
他和華倫·史潘在勇士隊一同出賽316場比賽，在20世紀同隊投捕搭檔中，只有老虎隊的米奇·羅里奇和比爾·弗里罕的共同出賽數比他們多。
退休後，克蘭道爾在釀酒人和水手擔任幾年的總教練。雖然克蘭道爾在大聯盟執教的成績普普，但他在道奇隊小聯盟執教有著不錯的成績。之後克蘭道爾一直在道奇隊擔任捕手指導員，直到他60多歲為止。
2020年7月31日，前波士頓勇士球員Bert Thiel去世，克蘭道爾也成為最後一位曾身穿波士頓勇士球衣的選手。

## 個人生活
克蘭道爾在1951年結婚，就在結婚隔天他便加入美軍參與韓戰。克蘭道爾一生共有7名子女，不過有一個兒子在7歲時因為腦性麻痺去世。1959年，克蘭道爾全家搬至威斯康辛州的布魯克菲爾德居住。2021年5月5日，克蘭道爾因帕金森氏症、心臟病及其他多重疾病在家中去世，享壽91歲。

## 生涯打擊成績
| 出賽次數 | 打席 | 打數 | 得分 | 安打 | 二安 | 三安 | 全壘打 | 打點 | 盜壘 | 保送 | 三振 | 打擊率 | 上壘率 | 長打率 | OPS  |
| -------- | ---- | ---- | ---- | ---- | ---- | ---- | ------ | ---- | ---- | ---- | ---- | ------ | ------ | ------ | ---- |
| 1573     | 5584 | 5026 | 585  | 1276 | 179  | 18   | 179    | 657  | 26   | 424  | 477  | .254   | .312   | .404   | .716 |

## 外部連結
- 球員資訊和成績在MLB ，ESPN，Retrosheet ，Baseball Reference ，Baseball Reference (Minors) ，Fangraphs，The Baseball Cube ，Baseball Almanac （英文）